# Tangentenumlaufzahl
In der Mathematik misst die Tangentenumlaufzahl oder Tangentendrehzahl (engl.: turning number) die Anzahl der Umdrehungen einer geschlossenen Kurve.

## Definition

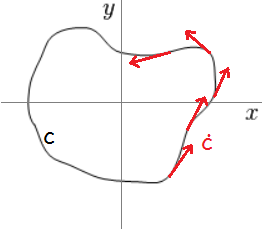
Tangentenrichtungen

Eine geschlossene reguläre Kurve in der Ebene ist eine Abbildung
{\displaystyle c\colon S^{1}\to \mathbb {R} ^{2}}
mit {\displaystyle f^{\prime }(x)\not =(0,0)} für alle {\displaystyle x}.
Ihre Tangentenumlaufzahl
ist die Umlaufzahl der Tangente als Abbildung
{\displaystyle {\dot {c}}\colon S^{1}\to \mathbb {R} ^{2}\setminus \left\{(0,0)\right\}}
in Bezug auf den Nullpunkt {\displaystyle (0,0)}, also die Anzahl der Umrundungen von {\displaystyle {\dot {c}}} entgegen der Uhrzeigerrichtung um den Nullpunkt.

## Tangentenumlaufzahl und Totalkrümmung

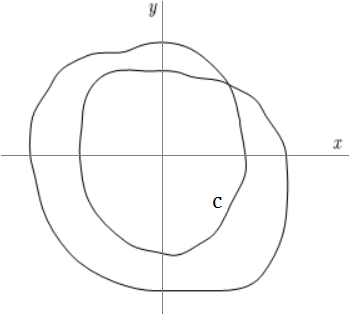
Eine Kurve mit Umlaufzahl > 1 muss einen Doppelpunkt haben.

Die Tangentenumlaufzahl kann als die durch {\displaystyle 2\pi } dividierte Totalkrümmung der Kurve
{\displaystyle {\frac {1}{2\pi }}\int \limits _{S^{1}}k(\theta )d\theta },
wobei {\displaystyle k(\theta )} die Krümmung der Kurve im Punkt {\displaystyle f(\theta )} bezeichnet.

## Klassifikation regulärer Kurven bis auf reguläre Homotopie
Der Satz von Whitney-Graustein besagt, dass zwei reguläre Kurven in der Ebene genau dann regulär homotop sind, wenn sie dieselbe Tangentenumlaufzahl haben.

## Umlaufsatz
Der Umlaufsatz von Heinz Hopf besagt, dass die Tangentenumlaufzahl einer Kurve ohne Selbstdurchdringungen 1 oder −1 sein muss.